# IVAREM
IVAREM, officieel Intergemeentelijke Vereniging voor duurzaam Afvalbeheer Regio Mechelen, is de intercommunale voor afvalbeheer in de regio Mechelen. De intercommunale werd opgericht op 14 mei 2003, en heeft het statuut van Opdrachthoudende vereniging. 
Op 26 april 2003 besloten 11 (10 in 2020) gemeenten het huishoudelijk afvalbeheer exclusief en voor een periode van 18 jaar toe te vertrouwen aan IVAREM: Berlaar, Bonheiden, Bornem, Duffel, Lier, Mechelen, Putte, Puurs-Sint-Amands, Sint-Katelijne-Waver en Willebroek. Deze zone omvat meer dan 281.000 inwoners of ongeveer 120.000 gezinnen. Alle gemeenten hebben eind 2020 hun samenwerking met IVAREM verlengd voor de komende 18 jaar.